# Corail (Haiti)
Corail (Haitianisch-Kreolisch: Koray) ist eine Gemeinde im Département Grand’Anse von Haiti, die Hauptort des gleichnamigen Arrondissements ist.

## Geschichte
Die fischreiche Küste bei Corail war seit 1660 bevorzugtes Siedlungsgebiet. Während der französischen Kolonialzeit wurde in dem Ort mit seinen Verbindungen über See blühender Handel betrieben.
Kurzzeitig übernahmen britische Truppen die Besatzung der Region, bevor sie sich im Jahr 1798 wieder in Richtung Jamaika zurückziehen mussten. Corail wurde ein Jahr später als eigenständige Gemeinde registriert.
Am 4. Oktober 2016 verwüstete der Hurrikan Matthew den Südwesten Haitis. In der Gemeinde wurden über 80 Personen verletzt und über 300 Häuser beschädigt.
Bei einem Erdbeben am 14. August 2021 entstanden in der Gemeinde Corail schwere Schäden. Mangels Treibstoff (Hauptartikel → Krise in Haiti seit 2018) kam die Versorgung der Bevölkerung weitestgehend zum Erliegen.

## Lage und Beschreibung
Neben dem Stadtzentrum Ville des Corail bestehen drei Gemeindebezirke:
1. Duquillon,
2. Fond-d'Icaque und
3. Champy (Nan Campèche)

Die Gemeinde Corail ist namensgleich mit einem Quartier im Gemeindebezirk Boucan Carré, Département Centre.
Durch das Gebiet der Gemeinde Corail führt im Westen die Route Nationale RN-7. Die Route Départementale RD-218 erschließt die Gemeinde in West-Ost-Richtung. Corail ist 45 Kilometer von Jérémie entfernt.
Die von der haitianischen Diaspora in Quebec unterstützte Mission Corail-Haïti unterhält eine Krankenstation, eine Schule und Unterkünfte für 150 Familien in Corail.
Auch in der Gemeinde Corail ist die Abholzung der Waldbestände besorgniserregend. Von 2010 bis 2022 gingen 437 Hektar bewaldetes Land verloren, was gut 5 Prozent der gesamten Waldfläche entsprach.